# Нерміна Лукач
Нерміна Лукач (нар. 5 січня 1990, СФРЮ) — шведська акторка.

## Вибіркова фільмографія
- Поїсти, поспати, померти (2012)
- Прокурор, захисник, батько та його син (2015)